# Птолемеј X Александар I
Птолемеј X Александар I (грч. Πτολεμαῖος Ἀλέξανδρος) био је краљ хеленистичког Египта из династије Птолемејида. Владао је у два наврата, први пут од 110. до 109. године пре н. е, други пут од 107. до 88. п. н. е.
Био је син Птолемеја VIII Фискона и Клеопатре III. Његова прва владавина почела је 110. п. н. е. када је Клеопатра III свргнула свог старијег сина Птолемеја IX Латира. Клеопатра је тада довела на престо Птолемеја Александра како би могла да влада као доминантни савладар у односу на свог сина. Ипак, већ 109. Птолемеј IX се вратио на престо.
Птолемеј X Александар I је по други пут заузео престо 107. п. н. е. поново на рачун брата Птолемеја Латира. Клеопатра III је опет била савладарка свог сина све док Птолемеј Александар није наредио њено погубљење 101. п. н. е. Тада је Птолемеј X Александар I узео за супругу своју братичину Беренику III, ћерку Птолемеја Латира.
Птолемеј X Александар I погинуо је у грађанском рату 88. п. н. е. када престола се поново докопао његов брат Птолемеј IX Латир.